# Караблинов, Василий Константинович
Василий Константинович Караблинов — наводчик орудия 102-го отдельного гвардейского истребительно-противотанкового дивизиона (96-я гвардейская стрелковая дивизия, 28-я армия, 1-й Белорусский фронт), гвардии рядовой, в дальнейшем 293-го гвардейского стрелкового полка (3-й Белорусский фронт), гвардии старший сержант.

## Биография
Василий Константинович Караблинов родился в крестьянской семье в селе Вислое Старооскольского уезда Курской губернии (в настоящее время Горшеченский район Курской области). Окончил 7 классов школы. Уехал в Сталино, работал слесарем на кондитерской фабрике.
В сентябре 1943 года Сталинским горвоенкоматом он был призван в ряды Красной армии. С того же время на фронтах Великой Отечественной войны.
Гвардии рядовой Караблинов 24 мая 1944 года возле села Гороховцы Паричского района Полесской области Белоруссии (в настоящее время Светлогорский район Гомельской области) заменил выбывшего из строя командира орудия и продолжал вести огонь по врагу. В ходе боя разрушил блиндаж, подавил 2 пушки, пулемёт и поразил свыше 15 солдат противника. Приказом по 96-й гвардейской стрелковой дивизии от 30 июня 1944 года он был награждён орденом Славы 3-й степени.
При форсировании реки Западный Буг возле города Дескурув в Мазовецком воеводстве 25 августа 1944 года гвардии сержант Караблинов под сильным артиллерийско-миномётным огнём выкатил своё орудие на южный берег реки и прямой наводкой уничтожил 2 станковых пулемёта с расчётами и разбил блиндаж. Приказом по 28-й армии он был награждён орденом Славы 2-й степени.
В боях за Восточную Пруссию в феврале 1945 года гвардии старший сержант Караблинов после прорыва обороны противника возле города Шталлупёнен (Нестеров Калининградской области) штурмовал множество населённых по боевому маршруту полка. 9 февраля в боях за овладение городом Прейсиш-Эйлау (Багратионовск) под сильным артиллерийско-миномётным огнём он выкатил орудие на прямую наводку и уничтожил 2 крупнокалиберных пулемёта с расчётами и до 20 солдат противника. 17 февраля в боях за город Цинтен (Корнево) противник при поддержке танков предпринял контратаку. Караблинов в этом бою был ранен, но продолжал вести бой и уничтожил 18 солдат противника. С поля боя ушёл в госпиталь только после отражения контратаки. Указом Президиума Верховного Совета СССР от 29 июня 1945 года он был награждён орденом Славы 1-й степени.
В мае 1945 года старший сержант Караблинов демобилизовался. Жил в Донецке. В 1964 году окончил вечернюю школу, работал заведующим магазином.
Скончался Василий Константинович Караблинов 14 января 1983 года.